# أنتال زيرزي
أنتال زيرزي (1898 – 20 أكتوبر 1972) هو مبارز بالسيف مجري راحل، مثّل بلاده في الألعاب الأولمبية الصيفية 1936.

## روابط خارجية
أنتال زيرزي على موقع أوليمبيديا (الإنجليزية)